# Samuel H. M. Jones
Samuel Horton Maurice Jones, allgemein als Sam Jones bekannt (* 1923 in Bathurst; † 24. Dezember 2017 in Großbritannien), war ein gambischer Pädagoge, Beamter, Diplomat und Kolumnist.

## Leben

### Herkunft und Bildung
Jones ging auf die Methodist Boys’ High School in Bathurst (heute Banjul) und dann auf das Achimota College in Ghana. In England besuchte er die University of Exeter und dann das London Institute of Education. Er war einer der ersten Gambier, die in den 1940er Jahren ein Stipendium des britischen Commonwealth erhielten, als er nach Großbritannien geschickt wurde, um dort zu studieren.

### Wirken als Pädagoge
Nach der Rückkehr nach Gambia war er von 1944 bis 1947 als Lehrer an Grundschulen tätig. Von 1952 bis 1960 unterrichtete er  an der Methodist Boys’ High School in Bathurst. Später, als die Briten davon überzeugt waren, dass die Unabhängigkeit für Gambia unvermeidlich sei, gehörte Jones zu den wenigen gambischen Absolventen, die für eine Karriere im öffentlichen Dienst ausgewählt wurden. Ab 1960 war er Bildungsbeauftragter (education officer) des Bildungsministeriums und abgeordnet zum World Federation of Organisations of the Teaching Profession (Weltverband der Organisationen des Lehrberufs).

### Wirken als Beamter und Diplomat
Noch während der Kolonialzeit 1962 war er Repräsentant von Gambia in London; so war er einer der Pioniere der gambischen Diplomatie. Er eröffnete das heutige gambische Hochkommissariat in London und verbrachte 15 Monate in diesem Amt, bis er Ende 1963 als Director of Education abberufen wurde. Er war der erste Gambier, der dieses Amt innehatte. Er wurde 1966 stellvertretender Minister (Permanent Secretary Ministry) des Ministers für Bildung. Gemeinsam mit seinem Chef, dem Bildungsminister Paul L. Baldeh, arbeitete er an der Festlegung der ersten Bildungspolitik 1964/66, die die technischen Sekundarschulen begründete. Als die Schüler des Gambia College im Jahr 1964 protestierten und die gambischen Lehrer 1966 ihren ersten und bislang einzigen landesweiten Streik begannen, trug er dazu bei, die Probleme einvernehmlich zu lösen. Jones fungierte auch zeitweise als Präsident der Gambia Teachers’ Union.
1970 zog er sich aus dem öffentlichen Dienst in Gambia zurück, um die Leitung des Londoner Büros des West African Examination Council (WAEC) zu übernehmen. Er blieb mehr als ein Jahrzehnt dort. Er war einer der Pioniere, die die WAEC 1953 gegründet hatten. Nach der Unabhängigkeit Gambias war Jones als stellvertretender Finanzsekretär (Deputy financial Secretary) im Finanzministerium tätig.

### Wirken als Kolumnist und Schriftsteller
Jones war auch als Schriftsteller, Kolumnist und Kirchenhistoriker tätig. So verfasste er bereits 1952 Beiträge zu gambischen Zeitungen und veröffentlichte zu dieser Zeit in der Zeitung Gambia Echo in Bathurst die erste Buchbesprechung eines Gambiers. Er veröffentlichte seine markigen und nach Meinung des Historikers Hassoum Ceesay gut geschriebenen Beiträge in der lokalen Presse zu Fragen von nationalem Interesse bis Ende der 1990er Jahre, als regierungsnahe Vertreter sein Haus in Fajara vandalisierten, nachdem er eine regierungskritische Kritik an den Exzessen des damaligen Regimes veröffentlicht hatte. 1983 veröffentlichte er eine kurze Geschichte der anglikanischen Kirche in Gambia.
Er verlegte mit seiner Frau Mary Letitia Jones seinen Wohnsitz wieder nach Großbritannien, wo er 2017 starb.